# 益宁县
益宁县，中国古县名。
南朝齐置益宁县，治所在今云南省昆明市马街一带。属南宁州。经南梁、西魏、北周，隋朝属于昆州。唐朝为昆州州治，治所在益宁城（今云南省昆明市西山区马街镇），以古代益州、宁州之地为名，天宝末年废，地入南诏。 